# Anax (rey)

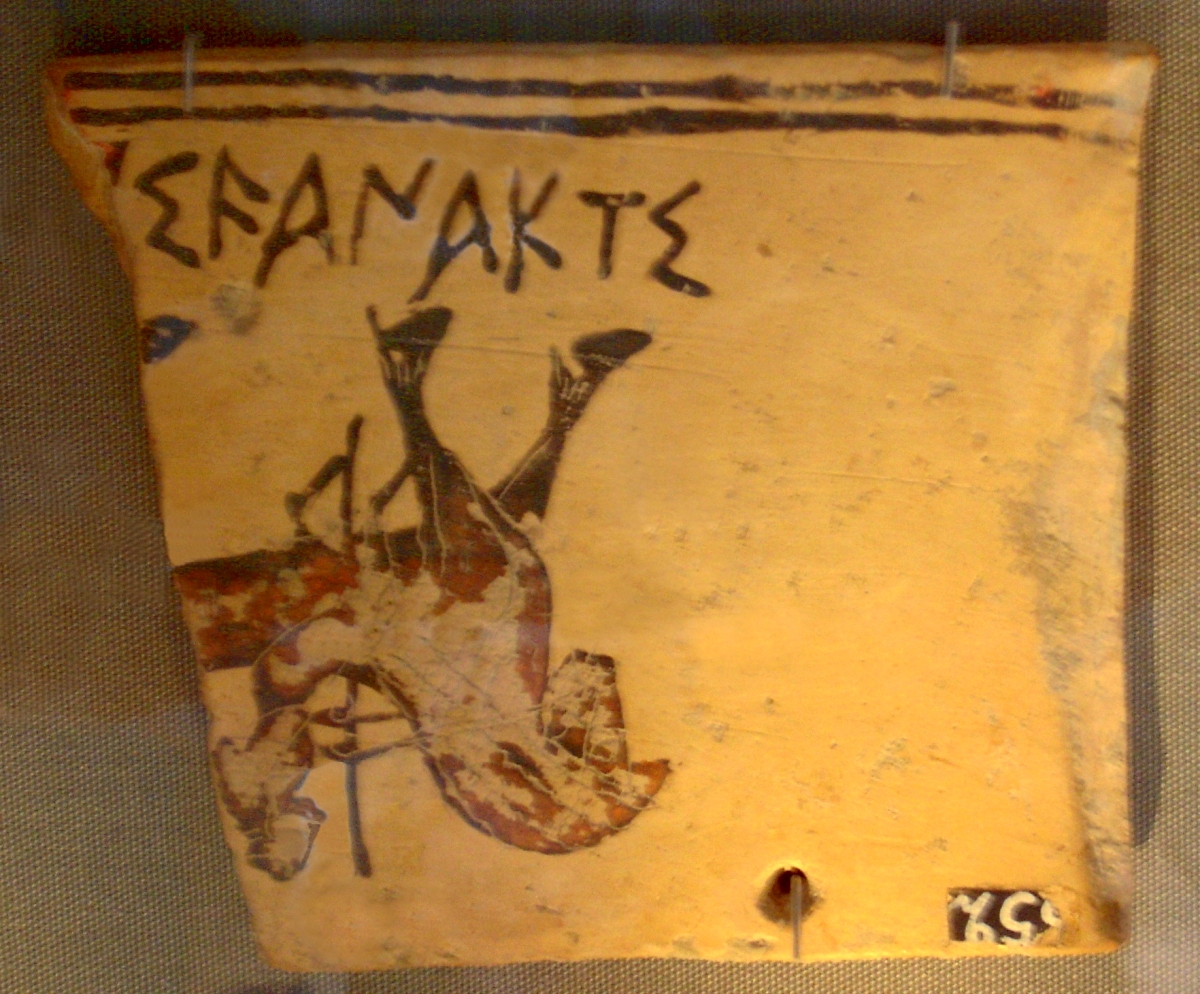
Inscripción arcaica (...Ι ϜΑΝΑΚΤΙ) ([poteidan]i wanakti) en un fragmento de cerámica.

Anax (ἄναξ; de la forma anterior ϝάναξ, wánax) es una palabra del griego antiguo para el término "rey".  Este es uno de los dos títulos griegos que tradicionalmente se traducen de esta forma, el otro es basileo βασιλεύς (presenta la misma raíz que el verbo βασιλεύω, "gobernar") que se traduce como soberano. Anax se traduce más acertadamente como "Rey Supremo".

## Etimología
La palabra anax deriva de wanakt-' (ϜΑΝΑΞ, ϜΑΝΑΚΤΟΣ, que se lee wanax, wánaktos) y aparece en griego micénico, escrito en Lineal B como wa-na-ka. La digamma se pronunciaba /w/ extendiéndose muy pronto por los dialectos griegos del oeste (p.e. Griego Jónico).  
El término Anax en la Ilíada se utilíza para referirse a Agamenón (ἄναξ ἀνδρῶν, "Comandante en Jefe") y a Príamo,  reyes que ejercían su liderazgo por encima de otros reyes. Esta jerarquía por la que un "anax" ejercía el poder sobre varios "basileos" locales hace referencia probablemente a una organización política proto-feudal en la edad de Bronce griega. La palabra del Lineal B wanakteros, que significa "real", y a palabra griega anaktoron (ἀνάκτορον), que significa "palacio", han derivado de wanax. Anax es también un epíteto ceremonial de Zeus ("Zeus Anax") en su aspecto de Señor Supremo del Universo, incluyendo al resto de los Dioses. La acepción de "rey" a partir del término basileus en la Grecia Clásica es debida al cambio terminológico que tuvo lugar durante la Edad Oscura Griega. En tiempos micénicos, βασιλεύς aparece para hacer referencia a un oficial de baja graduación, mientras que en Homero, Anax  ya es un título arcaico, usado para héroes legendarios y dioses más que para reyes contemporáneos.